# St. Martin (Herrenstetten)

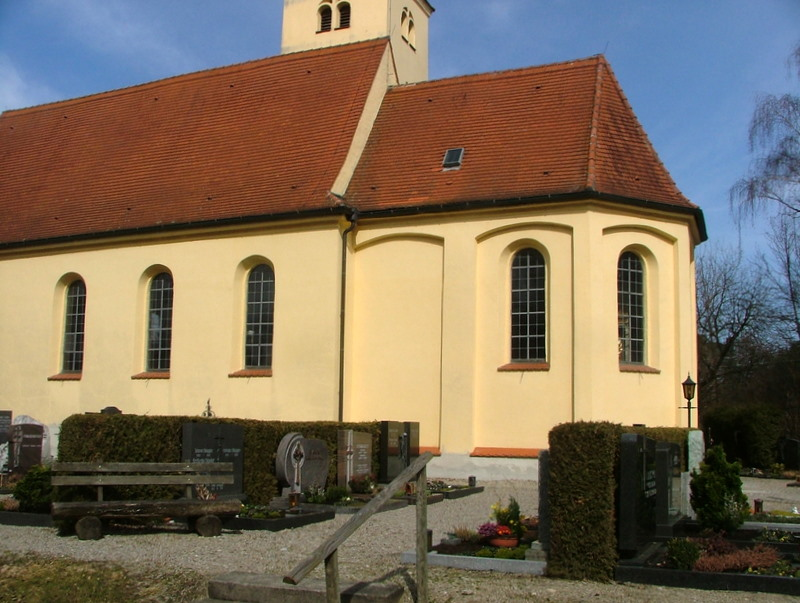
St. Martin in Herrenstetten

Die römisch-katholische Pfarrkirche St. Martin steht in Herrenstetten, einem Gemeindeteil des Marktes Altenstadt im schwäbischen Landkreis Neu-Ulm in Bayern. Das Bauwerk ist in der Liste der Baudenkmäler in Altenstadt als Baudenkmal unter der Nr. D-7-75-111-24 eingetragen. Die Kirchengemeinde gehört zum Dekanat Neu-Ulm des Bistums Augsburg.

## Beschreibung
Die Saalkirche wurde im 16. Jahrhundert erbaut und in den folgenden Jahrhunderten mehrfach verändert. Sie besteht aus einem Langhaus, das 1862/64 nach Westen verlängert wurde, einem eingezogenen Chor mit Fünfachtelschluss im Osten, einem Kirchturm an der Nordseite des Langhauses, der mit der Sakristei an der Nordwand des Chors benachbart ist. Der Innenraum des Langhauses ist mit einer Flachdecke überspannt, der des Chors mit einem Kreuzgratgewölbe. Die Statuen des Leonhard von Limoges und des heiligen Antonius des Großen entstanden um 1470, die des heiligen Sebastian und des Martin von Tours um 1490. Die Ferdinand Luidl zugeschriebene Statue der Maria stammt von 1705. Die neobarocken Fresken wurden erst 1923 eingefügt.